# Natalie Steward
Natalie Steward (Reino Unido, 30 de abril de 1943) es una nadadora británica retirada especializada en pruebas de estilo espalda, donde consiguió ser subcampeona olímpica en 1960 en los 100 metros.

## Carrera deportiva
En los Juegos Olímpicos de Roma 1960 ganó la medalla de plata en los 100 metros estilo espalda, con un tiempo de 1:10.8 segundos, tras la estadounidense Lynn Burke; y también ganó el bronce en los 100 metros estilo libre, con un tiempo de 1:03.1 segundos, tras la australiana Dawn Fraser y la estadounidense Chris von Saltza.